# Cieśnina Dampiera
Cieśnina Dampiera – cieśnina w północno-wschodniej Oceanii, oddzielająca Nową Brytanię od wyspy Umboi.
Została odkryta i skartowana przez Williama Dampiera w 1700 roku. Łączy Morze Nowogwinejskie na północy z Morzem Salomona na południu. Od położonej bardziej na zachód cieśniny Vitiaz oddziela ją szereg wysp i wysepek.
W roku 1883 rząd Wielkiej Brytanii odmówił władzom Queenslandu uznania ich roszczeń do Nowej Gwinei na wschód od południka 141° E, czyli istniejącej kolonii Nowa Gwinea Holenderska. W roku 1884 Niemcy anektowały północne wybrzeża Nowej Gwinei od holenderskiej granicy do Cieśniny Dampiera i zajęły terytorium teoretycznie do centralnego pasma górskiego wyspy, przy czym zmieniono nazwę z Archipelag Nowa Britannia na Archipelag Bismarcka.
Po wybuchu I wojny światowej w roku 1914, australijskie siły zbrojne zajęły, obok innych posiadłości niemieckich, Archipelag Bismarcka i – po kilku miesiącach walk – Nową Gwineę Niemiecką. Traktat wersalski utworzył na tych terenach mandat Ligi Narodów, a administrację powierzył Australii.
W czasie walk na Nowej Gwinei (1942–1945) w trakcie trwania II wojny światowej, cieśnina nabrała ogromnego znaczenia strategicznego. 8 marca 1942 roku w Lae i Salamaua nad zatoką Huon wylądowały dwa bataliony armii japońskiej, co dało Japończykom kontrolę nad cieśninami Vitiaz i Dampiera, jednak utracili ją gdy w październiku wojska australijskie zdobyły Finschhafen, zaś siły US Army dokonały lądowania na Nowej Brytanii w grudniu 1943 roku. Generał Douglas MacArthur 12 lutego 1944 roku ogłosił, że wojska amerykańskie zajęły niebronioną Rooke Island (Umboi).